# Mnet (kênh truyền hình)
Mnet (viết tắt của Music Network) là một kênh truyền hình âm nhạc của Hàn Quốc thuộc sở hữu của tập đoàn CJ Group.
Tòa nhà CJ E&M nằm ở Sangam-dong, Mapo-gu, Seoul là nơi phát sóng và thu âm nhiều chương trình ca nhạc hàng tuần: M! Countdown.
Trụ sở chính của Mnet được đặt tại Seoul, Hàn Quốc trụ sở Đông Nam Á đặt tại Singapore, trụ sở Trung Đông đặt tại Dubai, Các Tiểu Vương Quốc Ả Rập Thống Nhất, trụ sở Bắc Mỹ đặt tại Montreal, Quebec, Canada, trụ sở Châu Mỹ Latin đặt tại Buenos Aires, Argentina, trụ sở Châu Đại Dương đặt tại Auckland, New Zealand và trụ sở Châu Âu đặt tại Luân Đôn, Anh.
Các trang web toàn cầu của Mnet sẽ đổi thành MWave từ tháng 4 năm 2013. Các trang web khác của Mnet sẽ không bị ảnh hưởng bởi sự thay đổi này.

## Biểu trưng

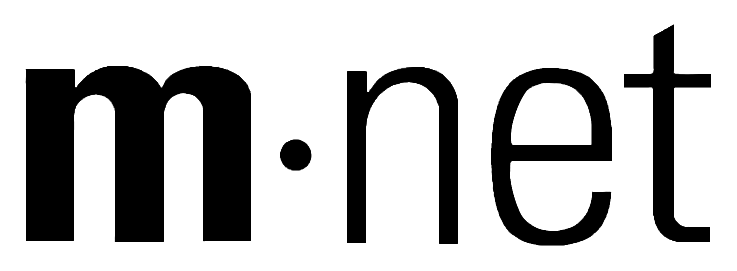
1993-2005
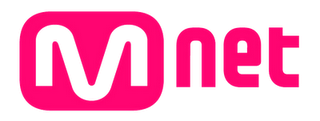
2005–nay

## Lịch sử
- 1993: Kênh âm nhạc được thành lập
- 1994: Hợp tác với MTV để phát sóng các chương trình của cơ quan này trong Hàn Quốc
- 1995: 'Mnet' ra mắt
- 1996: Phát sóng 24/24
- 1997: Được mua lại bởi Cheil Jedang Group
- 1998: Kênh âm nhạc đầu tiên phát sóng trực tuyến
- 2001: Hợp đồng với MTV chấm dứt; chương trình Mnet phát sóng 24/24
- 2004: Chương trình M! Countdown ra mắt
- 2005: Trang web âm nhạc trực tuyến được thành lập
- 2006: Mnet Japan được thành lập
- 2010: 'Super Star K Season 2'
- 2013: TV Drama đầu tiên được phát sóng (Monstar)
- 2014: Thêm một số kênh ở Trung Quốc
- 2023: Mnet Việt Nam được thành lập.

## Mâu thuẫn
Vào ngày 13 tháng 10 năm 2015, có thông tin nhà đài Mnet không mời bất cứ nghệ sĩ của YG Entertainment sẽ tham gia Lễ trao giải MAMA 2015 sẽ diễn ra vào tháng 12 tới. MAMA là sự kiện âm nhạc thường niên khá nổi tiếng ở K-pop thuộc sự quản lý của Mnet.
Theo tuyên bố của YG, họ chưa nhận được lời mời dự MAMA của Mnet, đặc biệt là nhóm Big Bang trong khi sắp đến ngày diễn ra lễ trao giải. Phản ứng về việc "cạch mặt YG", Mnet cho biết họ đang lên kế hoạch các tiết mục biểu diễn nên không hề có thông tin như YG đã đưa.
Trong lịch sử, Mnet và YG từng xảy ra xích mích. Tại lễ trao giải năm 2014, trưởng nhóm G-Dragon của Big Bang từng công khai "đá đểu" MAMA ngay trên sân khấu.
Trước đó, vào tháng 9 vừa qua, chương trình M Countdown của Mnet bất ngờ rút ca khúc My Type của nhóm nhạc nam IKON ra khỏi bảng xếp hạng. IKON là tân binh của công ty giải trí YG được công ty chú trọng đầu tư quảng bá. Ca khúc ra mắt của nhóm là My Type nhận được sự khen ngợi của đông đảo người hâm mộ.
Trước thắc mắc của YG lẫn fan, Mnet đưa ra lý do là vì My Type không được IKON quảng bá nên không phù hợp với tiêu chí của bảng xếp hạng chương trình. Vào thời điểm đó, My Type chiếm giữ ngôi đầu bảng của nhiều bảng xếp hạng khác. Lời giải thích của Mnet không làm thỏa mãn YG và người hâm mộ, nhà đài bị nghi ngờ muốn nhường suất no.1 cho những nhóm nhạc khác.
Trước những động thái có phần "đối đầu" của Mnet với YG, một trong 3 công ty giải trí lớn nhất Hàn Quốc, báo giới Hàn nhìn nhận nhà đài này đã sai lầm. Mối quan hệ giữa nhà đài và các công ty giải trí lớn như SM, YG vốn khá lập lờ. Các nhà đài không muốn làm mất lòng các "ông lớn", nhưng đồng thời cũng muốn giữ vị trí thống trị. Họ luôn quan tâm đến việc các ca sĩ thần tượng biểu diễn tại các show ca nhạc của đài.
Tuy nhiên, theo một phóng viên giải trí ở Hàn Quốc cho biết, hiện tại SM hay YG quyền lực hơn các kênh truyền hình. Các công ty giải trí biết cách mang đến những giá trị văn hóa cho người hâm mộ trên khắp thế giới. Bên cạnh đó, trong thời đại công nghệ, họ cũng không còn bị phụ thuộc vào các đài truyền hình bởi có các công cụ phân phối khác như mạng xã hội, Youtube, web giải trí …
Với trường hợp của YG, điều này càng rõ ràng hơn. Chủ tịch Yang Hyun-suk vốn không hứng thú để gà nhà xuất hiện trên truyền hình. Dù ca khúc của IKON bị loại khỏi M Countdown, nhóm vẫn có thể quảng bá theo nhiều cách khác và kiếm tiền nhờ đó. Với những lý do trên, việc Mnet đối đầu với YG bị ví như "tự đấm vào tường".

## Các khẩu hiệu
| Năm                                   | Khẩu hiệu                | Hangul       |
| ------------------------------------- | ------------------------ | ------------ |
| 2005 - 2007                           | Hello, my name is Mnet!  |              |
| 2007 - 2008                           | Enjoy It! Mnet           | 즐겨봐! Mnet |
| 2008 - 2010                           | Beyond Music             |              |
| 2010 - 2011                           | All About 20's           |              |
| 2011 - 2013, 2013–nay                 | Music Makes One          |              |
| 2012 – nay (Đông Nam Á)               | This is K-Pop, Channel M |              |
| Tháng 4, 2013 - Tháng 10, 2013        | Jump! Mnet               | juMp! 엠넷   |
| Tháng 1, 2014–nay (khẩu hiệu thứ hai) | KPop Makes One           |              |

## Chương trình[3]

### Âm nhạc
- Show me the money
- I Can See Your Voice
- Unpretty rapstar
- M! Countdown
- Daily Music Talk
- Live on M
- MPD's MVP
- Legend 100 Artist
- M Morning
- Mnet Music Twit
- PRODUCE 101
- High School Rapper
- Idol School
- Girls Planet 999
- Boys Planet

### Phim ảnh
Goo Hae Ra

## Giải thưởng
- Mnet Asian Music Awards
- Mnet 20's Choice Awards